# 瓦窑镇 (保山市)
瓦窑镇，是中华人民共和国云南省保山市隆阳区下辖的一个镇。

## 行政区划
瓦窑镇下辖以下地区：
瓦窑村、大寨村、安乐村、马转弯村、龙舞村、木瓜村、毛竹棚村、横山村、中和村、松坡村、上河湾村、下河湾村、繁荣村、祝家村、下麦庄村、老营村、阿石寨村、旧寨村、阿依寨村、六合村、克恭村、大浪坝村、大蒿村、小浪坝村和磨房村。